# Hallingdal Museum

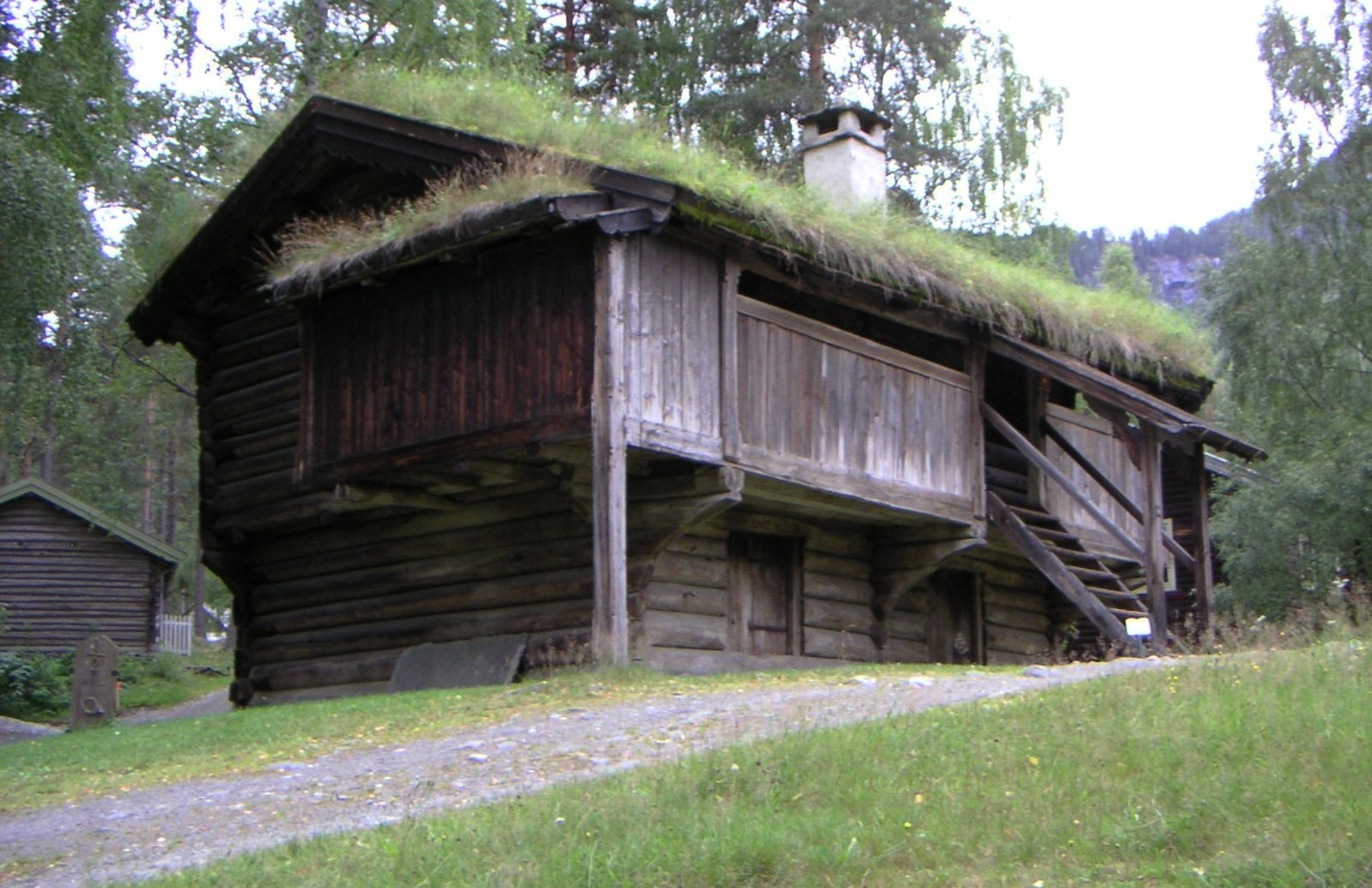
Huis in het Hallingdal museum

Hallingdal Museum is een openluchtmuseum in Nesbyen in de Noorse provincie Buskerud. Naast de hoofdvestiging in Nesbyen zijn er kleinere vestigingen in Gol, Hemsedal, Ål en Hol. Het museum geeft een beeld van de cultuur en geschiedenis van het Hallingdal.